# Myrtus nivelii
Myrtus nivelii är en myrtenväxtart som beskrevs av Jules Aimé Battandier och Louis Charles Trabut. Myrtus nivelii ingår i släktet Myrtus och familjen myrtenväxter.

## Underarter
Arten delas in i följande underarter:
- M. n. nivelii
- M. n. tibesticus